# 양화 왕의영당
양화 왕의영당은 충청남도 부여군 양화면에 있다. 2001년 1월 3일 부여군의 향토문화유산 제42호로 지정되었다.